# Apogonia xiengkhouangana
Apogonia xiengkhouangana är en skalbaggsart som beskrevs av Kobayashi 2010. Apogonia xiengkhouangana ingår i släktet Apogonia och familjen Melolonthidae. Inga underarter finns listade i Catalogue of Life.